# Hancock (condado de Waushara, Wisconsin)
Hancock es un pueblo ubicado en el condado de Waushara en el estado estadounidense de Wisconsin. En el Censo de 2010 tenía una población de 528 habitantes y una densidad poblacional de 6,05 personas por km².

## Geografía
Hancock se encuentra ubicado en las coordenadas 44°5′51″N 89°32′16″O / 44.09750, -89.53778. Según la Oficina del Censo de los Estados Unidos, Hancock tiene una superficie total de 87.27 km², de la cual 86.49 km² corresponden a tierra firme y (0.9%) 0.78 km² es agua.

## Demografía
Según el censo de 2010, había 528 personas residiendo en Hancock. La densidad de población era de 6,05 hab./km². De los 528 habitantes, Hancock estaba compuesto por el 93.94% blancos, el 0.38% eran afroamericanos, el 0.95% eran amerindios, el 0% eran asiáticos, el 0% eran isleños del Pacífico, el 3.98% eran de otras razas y el 0.76% pertenecían a dos o más razas. Del total de la población el 8.33% eran hispanos o latinos de cualquier raza.